# Іхара Сайкаку
Іха́ра Сайка́ку (яп. 井原 西鶴, 1642—1693) — японський письменник, поет періоду Едо, більше відомий своєю прозою.

## Біографія
Син багатого осакського торговця, він не став продовжувати справу свого батька, а присвятив себе літературній творчості. Найдавніший зі збережених до нашого часу віршів-хайку Іхари Сайкаку зафіксовано в одній із поетичних антологій, яка датується 1666 р.
Про його талант і здатність із неймовірною швидкістю складати вірші-хайку ходили легенди. Одного разу протягом дня Сайкаку склав більше 23 ООО хайку (16 віршів за хвилину) — абсолютний рекорд, не перевершений і досі. Будучи визнаним поетом хайкай, Іхара Сайкаку лише в сорок років написав свій перший прозовий твір — роман «Чоловік, який віддався коханню» (1682 р.). Твір користувався шаленою популярністю у читачів, а його автор ще за життя став визнаним класиком. Після смерті письменника цей та інші його прозові твори, написані переважно розмовною мовою, були віднесені до жанру укійо-дзосі (дослівно: «повісті про мінливий світ»). Яскравими прикладами таких творів «видатного співця міської культури», як згодом назвали письменника, є збірки новел «П'ять жінок, які віддалися коханню» (1686 р.) та «Історія любовних пригод самотнього чоловіка» (1683 р.). Саме Іхару Сайкаку вважають засновником трьох головних напрямів жанру укійо-дзосі:
- «косьокумоно» — новели про кохання, любовні пригоди тощо,
- «букемоно» — новели про самураїв,
- «тьонінмоно» — новели про міщан.

Рано померла його кохана дружина, а згодом і донька. Трагічні події віддалили його від світу, і Сайкаку став мандрівником, збирачем казок та легенд.
Збірки під назвами «Оповідання з усіх провінцій» (1685 р.) та «Подорожня тушечниця» (1687 р.) стали результатом його тривалих мандрів країною.
Після повернення Сайкаку знову починає писати прозу укійо-дзосі, але вже не «повісті про кохання» (косьоку-бон), а «книги про міщан» (або ще «повчальні нариси» — катаґі). До них належать «Роздуми про те, як найкраще прожити на світі» (1692 р.), «Вічна скарбниця Японії» (1688 р.), а також збірка, що побачила світ уже після смерті письменника — «Останній візерунок, витканий Сайкаку» (1694 р.).